# تيريزا فوركاديس
تيريزا فوركاديس (مواليد 1966) طبيبة من كتالونيا، وراهبة بندكتين وناشطة اجتماعي. تشتهر فوركاديس بآرائها الصريحة والمثيرة للجدل أحيانًا حول الكنيسة والصحة العامة واستقلال كتالونيا، وشكوكها حول اللقاح.